# Павский район
Павский район — административно-территориальная единица в составе Псковской области РСФСР, существовавшая в 1946—1959 годах.
Павский район в составе Псковской области был образован 5 апреля 1946 года. В его состав вошли Боротненский, Всинский, Дертинский, Лудонский, Павский, Хрединский с/с Струго-Красненского района и Березовский, Боровичский, Козловичский, Хохлогорский, Чубаревский с/с Порховского района.
В 1954 году Боровичский и Козловичский с/с присоединены к Березовскому, Дертинский — к Боротненскому, Всинский и Лудонский — к Хрединскому. Хохлогорский и Чубаревский с/с объединены в Дубровинский.
В 1956 году Боротненский с/с был переименован в Горбовский.
В 1959 году Павский район был упразднён, а его территория разделена между Струго-Красненским (Горбовский, Хрединский с/с) и Порховским (Березовский, Дубровинский, Павский с/с) районами.